# دوري الدرجة الأولى الأرجنتيني 1924
دوري الدرجة الأولى الأرجنتيني 1924 (بالإسبانية: Campeonato de Primera División 1924)‏ هو موسم من دوري الدرجة الأولى الأرجنتيني. كان عدد الأندية المشاركة فيه 22، وفاز فيه بوكا جونيورز.